# Pseudacteon lundbecki
Pseudacteon lundbecki är en tvåvingeart som beskrevs av Schmitz 1924. Pseudacteon lundbecki ingår i släktet Pseudacteon och familjen puckelflugor. Arten är reproducerande i Sverige. Inga underarter finns listade i Catalogue of Life.